# Pierre Dessauret
Pierre Dessauret est un homme politique français né le 11 novembre 1794 à Saint-Flour (Cantal) et mort le 29 mai 1869 à Rézentières (Cantal).

## Biographie
Avocat, bâtonnier, maire de Fournols (Cantal), conseiller municipal de Saint-Flour, conseiller général du canton de Saint-Flour-Sud, il est député du Cantal de 1837 à 1848, siégeant dans la majorité soutenant la Monarchie de Juillet. Il est nommé directeur de l'administration des cultes en 1839, puis directeur du contentieux au ministère des finances en 1846.

## Sources
- De la robe noire à la robe rouge ou la carrière des honneurs de Pierre Dessauret de la Restauration au Second Empire, Jean-Pierre, Revue de la Haute-Auvergne, janvier-mars 2012.
- « Pierre Dessauret », dans Adolphe Robert et Gaston Cougny, Dictionnaire des parlementaires français, Edgar Bourloton, 1889-1891 [détail de l’édition]